# Ellsworth Paine Killip
Ellsworth Paine Killip (Rochester, 2 september 1890 – Redlands, 28 november 1968) was een Amerikaanse botanicus. In 1911 behaalde hij zijn Bachelor of Arts aan de University of Rochester. Van 1914 tot 1917 was hij conservator bij de Rochester Academy of Sciences.
In 1919 werd Killip aangenomen als hulp op de divisie planten van Smithsonian Institution. In 1946 werd hij hoofdconservator van de divisie.
Tijdens de aanstelling van Killip werd de divisie planten gereorganiseerd. De divisie werd afgesplitst van de afdeling biologie en werd in 1947 opgewaardeerd tot de afdeling botanie. Killip werd hoofdconservator van de afdeling en was tevens actief als conservator van de divisie cryptogamen. In deze functies bleef hij tot 1950 actief. Killip was van 1952 tot 1965 actief bij het Smithsonian Institution als onderzoeker aan de divisie zaadplanten.
Killip hield zich voornamelijk bezig met de taxonomie van Zuid-Amerikaanse planten. Tot zijn publicaties behoort The American species of Passifloraceae uit 1938, een grote studie van de passiebloemfamilie (Passifloraceae) die in twee delen werd gepubliceerd. Hij hield zich ook bezig met het geslacht Bomarea (familie Alstroemeriaceae) en de vlinderbloemenfamilie (Fabaceae). Hij heeft meer dan zeshonderd botanische namen gepubliceerd.
Een voorbeeld van een plant die hij heeft beschreven is Passiflora yucatanensis.